# Forteresse d'Hohenasperg
La forteresse d'Hohenasperg (en allemand : Festung Hohenasperg) est une forteresse en Allemagne, située sur le mont Asperg (également appelé Hohenasperg) près de la ville d'Asperg dans l'actuel arrondissement de Louisbourg dans le Land de Bade-Wurtemberg. Place-forte de 1535 à 1693, elle sert de prison depuis le début du XVIIIe siècle, de nombreux prisonniers politiques célèbres y ont été incarcérés jusqu'en 1945, ainsi que des criminels de guerre à la fin de la Seconde Guerre mondiale. Sous le nazisme, ce fut un lieu de transit pour la déportation et l'extermination des Roms. Depuis 1968, c'est un hôpital pénitentiaire des services de la justice du Bade-Wurtemberg.